# 前田屋敷駅
前田屋敷駅（まえだやしきえき）は、青森県南津軽郡田舎館村大字堂野前字西田にあった弘南鉄道黒石線の駅。同線唯一の中間駅だった。
黒石線廃止と同時に1998年（平成10年）3月31日の営業をもって廃駅となった。

## 歴史
- 1935年（昭和10年）4月15日：開業[1]。
- 1984年（昭和59年）11月1日：黒石線転換により、国鉄から弘南鉄道の駅となる[1]。
- 1998年（平成10年）4月1日：黒石線廃止により廃駅となる[1]。

## 駅構造
単式ホーム1面1線を有し、ホーム上に簡素な待合室があった。

## 駅周辺
- 前田屋敷簡易郵便局
- 弘南バス
  - 「前田屋敷」停留所（高田経由 弘前 - 黒石線）
  - 「福祉センター前」停留所（黒石 - 川部線、弘南鉄道黒石線の廃止代替路線）

## 現況
現在は黒石から川部まで線路跡地を活かした道路が作られたため、取り壊され更地になっている。取り壊される前は駅内に時刻表があるだけだった。

## 隣の駅
弘南鉄道
黒石線
川部駅 - 前田屋敷駅 - 黒石駅